# كاظم الهجري
كاظم بن عمران بن حسن السَّليم يعرف عمومًا بـ كاظم الهَجَري (1909 - 26 ديسمبر 1979) (1327 - 7 صفر 1400) فقيه جعفري وشاعر سعودي. ولد في بلدة العمران الشمالية بالأحساء ونشأ بها. تلقى دروسه الأولى في بلدته على والده الفقيه عمران السليم وبعض علماء، ثم أرسله والده إلى العراق، وأكمل دروسه الفقهيه في المقدمات والسطوح في الحوزة العلمية بالنجف، وتتلمذ على محمد باقر الشخص وأبو الحسن الموسوي الأصفهاني ومحسن الطباطبائي الحكيم وحسين الحلي وأبو القاسم الخوئي، وقد قضى في النجف نحو خمسة عشر عامًا. رحل إلى مدينة عبادان، فشغل منصب الممثل والوكيل عن عدد من مراجع التقليد الشيعة النجف، وعمل فيها إمامًا ومرشدًا مدة أربعين عامًا تقريبًا حتى توفي فيها عن عمر بلغ 70 عاماً ودفن في النجف بالعتبة العلوية. له عدة مؤلفات مخطوطة وأشعار بالعربية.
اولاد:شیخ جعفر الهجری عالم دین الاسلام،ساکن فی مدينة عبادان،امیری،مسجد آيت الله کاظم هجری

## سيرته
هو كاظم بن عمران بن حسن بن سليم بن علي آل علي الفضلي الهجري الأحسائي العبّاداني. ينتهي نسبه إلى علي بن عبد العزيز بن أحمد بن عمران بن فضل. ولد في العمران الشماليّة بالأحساء سنة 1327 هـ/ 1909 م ونشأ بها تحت رعاية والده الفقيه عمران السليم. تلقى أولًا بعض دروسه العلمية في الأحساء فأخذ بعض المقدمات على يد إبراهيم بن عبد المحسن الهفوفي ثم أرسله والده إلى العراق لمواصلة‌ دروسه وهو في سن مبكر، حوالي عام 1344 هـ/ 1926 م.

### في النجف
وفي النجف أكمل المقدمات وتتلمذ لدى : ناصر بن هاشم الموسوي ومحمد باقر الشخص في السطوح، أبو الحسن الموسوي الأصفهاني وحسين بن علي الحمامي ومحسن الطباطبائي الحكيم، حضر عليهم خارج الفقه، ثم على حسين الحلي في أبحاث الخارج، وأبو القاسم الخوئي في خارج الأصول. 

فأصبح أستاذًا مدرسًا حضر عليه عدد من طلبه واستفادوا منه، منهم عيسى الطرفي الخوزستاني وجعفر بن محمد تقي العاملي وعلي بن منصور المرهون القطيفي وغيرهم. وكانت له في النجف علاقات وثيقة مع كثير من الأدباء والعلماء منهم أمير محمد القزويني ومحمد علي اليعقوبي الحلي وعبد المنعم الفرطوسي وعلي الصغير.

### في عبادان

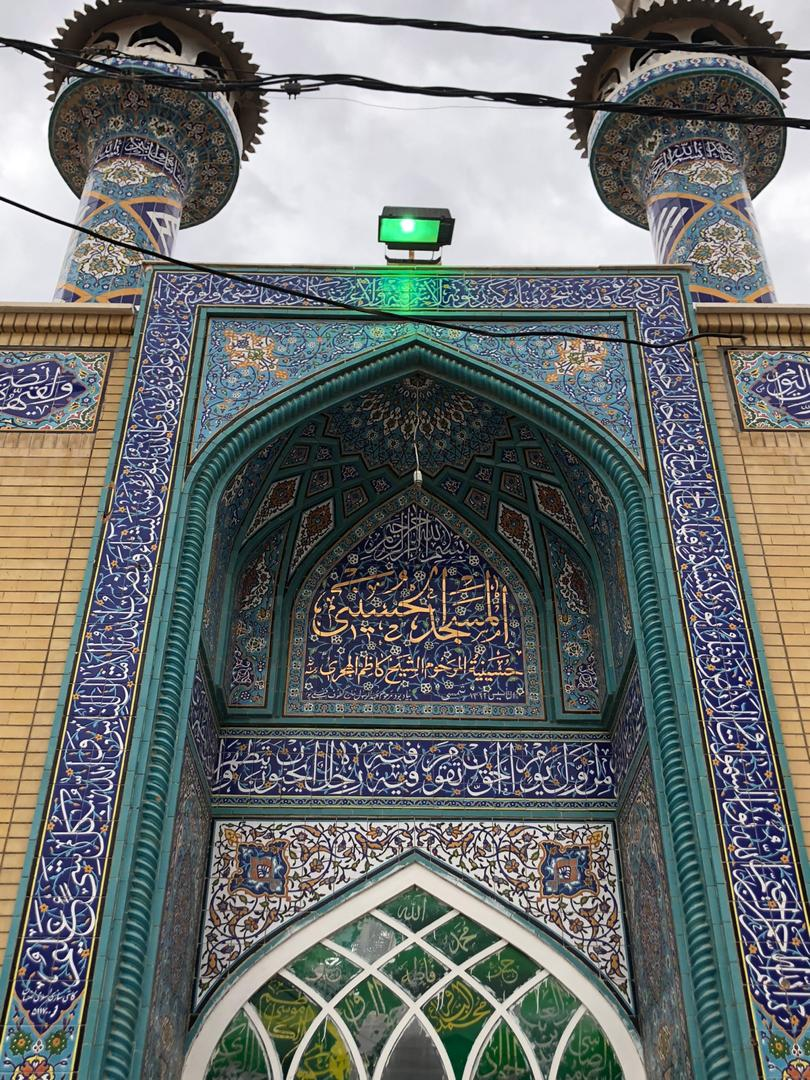
بوابة المسجد الحسيني بمدينة عبادان الإيرانية كما صورت في فبراير 2020، أسسه كاظم الهجري في عام 1934م/ 1352 هـ.

أختاره المرجع الشيعي أبو الحسن الموسوي الأصفهاني ممثلًا ووكيلًا عنه في مدينة عبادان بخوزستان، في حدود سنة 1360 هـ/ 1941 م وهو في الثالثة والثلاثين من العمر. بقي في عبادان 40 عامًا وقام بواجبه الديني والإرشاد والتدريس، وكان له مكانة بارزة دينية بها. وبعد وفاة الأصفهاني في 9 ذو الحجة 1365 هـ/ 3 نوفمبر 1946 بقي ممثلًا في عبادان عن عدد من المراجع أمثال محمد رضا آل ياسين ومحسن الحكيم وأبو القاسم الخوئي. وأسس فيها مسجدًا وحسينية يعرفان باسمه. 

انحصرت نشاطاته الثقافية والاجتماعية في مدينة عبادان وكان بالإضافة إلى قيام بالشؤون الدينية الجعفرية من إمامة وإرشاد، يُدرس عددًا من طلبة في مختلف الدروس الحوزوية‌، وقد تخرج عليه في المقدمات والسطوح كثير من طلبة وخطباء عرب من خوزستان.

## وفاته
توفي في مدينة عبادان في ليلة الأربعاء 7 صفر 1400 هـ/ 26 ديسمبر 1979 عن عمر بلغ 70 عاماً. وشُيعت جنازته إلى الحدود العراقية وحضر جمع غفير من أهل عبادان والمحمرة والأهواز وأبناء العشائر. ومن هناك نقلت الجنازة إلى البصرة ثم إلى النجف وفيها شيع الجثمان مرة أخرى بأمر أستاذة الخوئي حتي دفن في العتبة العلوية. وأقيمت له مجالس العزاء في بلدان عديدة في العراق وإيران والسعودية.

## حياته الشخصية
خلف من الأبناء أربعة هم جعفر وأمين وصادق وسليم. توفي والده عمران بن حسن آل علي الأحسائي في مسقط رأسه قرية العمران بالأحساء في 25 محرم 1360 هـ‍ / 21 فبراير 1941.

## شعره
كان مقل في إنشاء الشعر. ذكره عبد العزيز البابطين في معجمه وقال عنه «يدور شعره حول الوعظ، واستخلاص العبر مما آل إليه حال الأمم الغابرة - فشعره دعوة إلى نبذ عيش الدنيا الزائل، والعمل من أجل عيش الآخرة، يرى الخلاص في إقامة شريعة الله على هذه الأرض. كما كتب في الرثاء، وله شعر وجداني، وهو - فيما كتبه من شعر - تقليدي. لغته مباشرة يغلب عليها جانب الفكر، وخياله شحيح.»

## مؤلفاته
خلف من المؤلفات:
- تعليقه على كفاية الأصول
- تفسير القرآن الكريم، في ثلاثة أجزاء، لم يتم.
- كتاب في الأنساب والتراجم
- ديوان شعر